# Boris Štefl
Boris Štefl je český právník. Působil jako hlavní inspektor Veřejné bezpečnosti, později jako ředitel inspekce ministerstva vnitra pod ministrem Janem Rumlem. V listopadu 1992 byl postaven mimo službu v souvislosti s policejním zásahem proti demonstrantům na Velké Pardubické a stal se spolumajitelem realitní kanceláře PENTAGOS, v ní působíli také Miroslav Provod a Milan Jungr.
V únoru 2013 byl policií obviněn z korupce společně se soudcem Ondřejem Havlínem. státním zástupcem Františkem Fialou, advokátem Karlem Matějkou a dalšími dvěma lidmi mimo právní prostředí.
V červenci 2015 byl Štefl odsouzen na 2,5 roku odnětí svobody se čtyřletou podmínkou.